# Lijst van voetbalinterlands Bosnië en Herzegovina - Gibraltar
Deze lijst van voetbalinterlands is een overzicht van alle officiële voetbalwedstrijden tussen de nationale teams van Bosnië en Herzegovina en Gibraltar. De landen speelden tot op heden twee keer tegen elkaar. De eerste ontmoeting, een kwalificatiewedstrijd voor het Wereldkampioenschap voetbal 2018, werd gespeeld in Zenica op 25 maart 2017. Het laatste duel, de returnwedstrijd in dezelfde kwalificatiereeks, vond plaats op 3 september 2017 in Faro (Portugal).

## Wedstrijden
| № | Plaats | Datum            | Competitie           | Wedstrijd                         | Uitslag |
| - | ------ | ---------------- | -------------------- | --------------------------------- | ------- |
| 1 | Zenica | 25 maart 2017    | WK 2018 kwalificatie | Bosnië en Herzegovina − Gibraltar | 5 − 0   |
| 2 | Faro   | 3 september 2017 | WK 2018 kwalificatie | Gibraltar − Bosnië en Herzegovina | 0 − 4   |

## Samenvatting
| Competitie      | Totaal gespeeld | Winst Bosnië en Her. | Gelijk | Winst Gibraltar | Doelsaldo Bosnië en Her. – Gibraltar |
| --------------- | --------------- | -------------------- | ------ | --------------- | ------------------------------------ |
| WK-kwalificatie | 2               | 2                    | 0      | 0               | 9 − 0                                |
| Totaal          | 2               | 2                    | 0      | 0               | 9 − 0                                |

Wedstrijden bepaald door strafschoppen worden, in lijn met de FIFA, als een gelijkspel gerekend.

## Details

### Eerste ontmoeting
| WK 2018 kwalificatie (Zenica, Bosnië en Herzegovina, 25 maart 2017): |              | |
| Bosnië en Herzegovina | 5 – 0        | Gibraltar |
| Vedad Ibišević 4' Vedad Ibišević 43' Avdija Vršajević 52' Edin Višća 56' Ermin Bičakčić 90+4' | goals        | |
| Mehmed Baždarević | bondscoach   | Jeff Wood |
| Asmir Begović Edin Cocalić Ermin Bičakčić Sead Kolašinac 46' Avdija Vršajević 75' Armin Hodžić Gojko Cimirot Vedad Ibišević Miralem Pjanić 56' Ervin Zukanović Edin Višća                          | opstellingen | Deren Ibrahim Jean-Carlos Garcia Roy Chipolina 53' Kenneth Chipolina Joseph Chipolina Anthony Hernandez Aaron Payas Liam Walker 75' Robert Guilling 88' Kyle Casciaro Lee Casciaro |
| Daniel Pavlović 46' Mario Vrančić 56' Riad Bajić 75' | wissels      | 53' Jason Pusey 75' Anthony Bardon 88' John Paul Duarte |
| Sead Kolašinac 18' | gele kaarten | |
| - Debuut van Riad Bajić (Konyaspor) en Daniel Pavlović (Sampdoria) voor Bosnië en Herzegovina. - Debuut van Kenneth Chipolina (Lincoln Red Imps) en Jason Pusey (Gibraltar United) voor Gibraltar. |              | |

N/FS BiH · A-internationals · Bondscoaches · Statistieken · Bosnisch vrouwenelftal · Bosnië U23 · Bosnië U21 · Bosnië U19 · Bosnië U18 · Bosnië U17 · Bosnië U16
1995 – 1999 ·
2000 – 2009 ·
2010 – 2019 ·
2020 − 2029
WK 2014
1995 · 
1996 · 
1997 · 
1998 · 
1999 · 
2000 · 
2001 · 
2002 · 
2003 · 
2004 · 
2005 · 
2006 · 
2007 · 
2008 · 
2009 · 
2010 · 
2011 · 
2012 · 
2013 · 
2014 · 
2015 · 
2016 · 
2017 · 
2018 ·
2019 ·
2020 ·
2021 ·
2022 ·
2023 ·
2024
Albanië ·
Algerije ·
Andorra ·
Argentinië ·
Armenië ·
Azerbeidzjan ·
Bahrein ·
Bangladesh ·
België ·
Brazilië · 
Bulgarije ·
Chili ·
China ·
Costa Rica ·
Cyprus ·
Denemarken ·
Duitsland ·
Egypte ·
Engeland ·
Estland ·
Faeröer ·
Finland ·
Frankrijk ·
Georgië ·
Ghana ·
Gibraltar ·
Griekenland ·
Hongarije ·
Ierland · 
IJsland ·
Indonesië ·
Iran ·
Israël ·
Italië ·
Ivoorkust ·
Japan ·
Joegoslavië · 
Jordanië ·
Kazachstan ·
Koeweit ·
Kroatië ·
Letland ·
Liechtenstein ·
Litouwen ·
Luxemburg ·
Maleisië ·
Malta ·
Mexico ·
Moldavië ·
Montenegro ·
Nederland ·
Nigeria ·
Noord-Ierland ·
Noord-Macedonië ·
Noorwegen ·
Oekraïne ·
Oezbekistan ·
Oman ·
Oostenrijk ·
Paraguay ·
Polen ·
Portugal ·
Qatar ·
Roemenië ·
San Marino ·
Schotland ·
Senegal ·
Servië en Montenegro ·
Slovenië ·
Slowakije ·
Spanje ·
Tsjechië ·
Tunesië · 
Turkije ·
Verenigde Staten · 
Vietnam ·
Wales ·
Wit-Rusland ·
Zimbabwe ·
Zuid-Korea ·
Zweden ·
Zwitserland
Argentinië (2014) ·
Iran (2014) ·
Nigeria (2014)
GFA · A-internationals · Bondscoaches · Statistieken · Vrouwenelftal · Olympisch elftal · Gibraltar U19 · Gibraltar U17
2010 – 2019 ·
2020 − 2029
2013 ·
2014 ·
2015 ·
2016 ·
2017 ·
2018 ·
2019 ·
2020 ·
2021 ·
2022 ·
2023 ·
2024
Andorra ·
Armenië ·
België ·
Bosnië en Herzegovina ·
Bulgarije ·
Cyprus ·
Denemarken ·
Duitsland ·
Estland ·
Faeröer ·
Frankrijk ·
Georgië ·
Grenada ·
Griekenland ·
Ierland ·
Kosovo ·
Kroatië ·
Letland ·
Liechtenstein ·
Litouwen ·
Malta ·
Moldavië ·
Montenegro ·
Nederland ·
Noord-Macedonië ·
Noorwegen ·
Polen ·
Portugal ·
San Marino ·
Schotland ·
Slovenië ·
Slowakije ·
Turkije ·
Wales ·
Zwitserland